# Фридрих фон Зикинген
Фридрих фон Зикинген (на немски: Friedrich von Sickingen; † сл. 1468) е благородник от стария благороднически род фон Зикинген от Крайхгау в Баден-Вюртемберг, байлиф и пфандхер на Алтвайлнау (днес част от Вайлрод) в Южен Хесен.
Той е син на Свикер фон Зикинген, господар на Ингенхайм, Обергромбах († 5 октомври 1459) и съпругата му 	Елизабет Ландшад фон Щайнах († 8 юни 1469), дъщеря на Конрад (Контц) Ландшад фон Щайнах († 14 февруари 1417) и Елза фон Флекенщайн († 16 ноември 1413. Внук е на Райнхард фон Зикинген-Нойденау, байлиф на Лаутербург, фогт на Хайделберг († 31 юли 1422) и Елизабет фон Найперг († пр. 1406). Роднина е на Райнхард I фон Зикинген († 1482), епископ на Вормс (1445 – 1482).
Брат е на Райнхард фон Зикинген-Ебернбург († 29 ноември 1472).

## Фамилия
Фридрих фон Зикинген се жени на 2 август 1463 г. за Клара фон Лангенау († сл. 1495), дъщеря на Йохан IV фон Лангенау и Гута (Юта) фон Келенбах. Те имат две деца:
- Каспар
- Маргарета фон Зикинген († 1486), омъжена 1482 г. за Йохан VIII фон Хелфенщайн († ок. 1538), грандмаршал на Трир